# 必維國際檢驗集團
必维集团（Bureau Veritas，简称BV），1828年在安特衛普成立，目前总部设在法国巴黎，是一所国际检验、认证集团，从成立至今，必维国际检验集团的服务网络覆盖150多个国家。总部设有六大部门，分别从事船舶检验、进出口商品检验、工业产品检验、集装箱检验、工程监理、体系认证、产品认证、及航空航天检验等。

## 外部連結
- 官方网站